# Tempest Storm
Tempest Storm, nombre artístico de Annie Blanche Banks (Eastman, Georgia; 29 de febrero de 1928-Las Vegas, Nevada; 20 de abril de 2021), también apodada "La reina de los bailarines exóticas", fue una estrella del burlesque y actriz estadounidense. Junto con Lili St. Cyr, Sally Rand y Blaze Starr, fue una de las artistas burlescas más conocidas de las décadas de 1950, 1960 y 1970. Su carrera como bailarina exótica abarcó más de 60 años, actuando todavía a principios del siglo XXI.

## Primeros años
Annie Blanche Banks nació en febrero de 1928 en el condado de Gwinnett, en el estado de Georgia. Dejó la escuela elemental en el séptimo grado y, en 2016, reveló que había sido abusada sexualmente en ese momento aproximado de su vida. A los 14 años, trabajó como camarera en la ciudad Columbus, donde rápidamente se casó con un infante de marina del Cuerpo de Marines de los Estados Unidos para emanciparse de sus padres, llegando a anular el matrimonio exprés después de 24 horas. A los 15 años, se casó con un vendedor de zapatos de Columbus, cuya hermana trabajaba con ella en una fábrica de calcetería. Storm dijo en una entrevista de 1968 con el crítico de cine Roger Ebert que después de seis meses en ese matrimonio, "me fui un día. Todavía tenía en mi mente ir a Hollywood. No podía sacarlo de mi sistema".

## Carrera en el burlesque

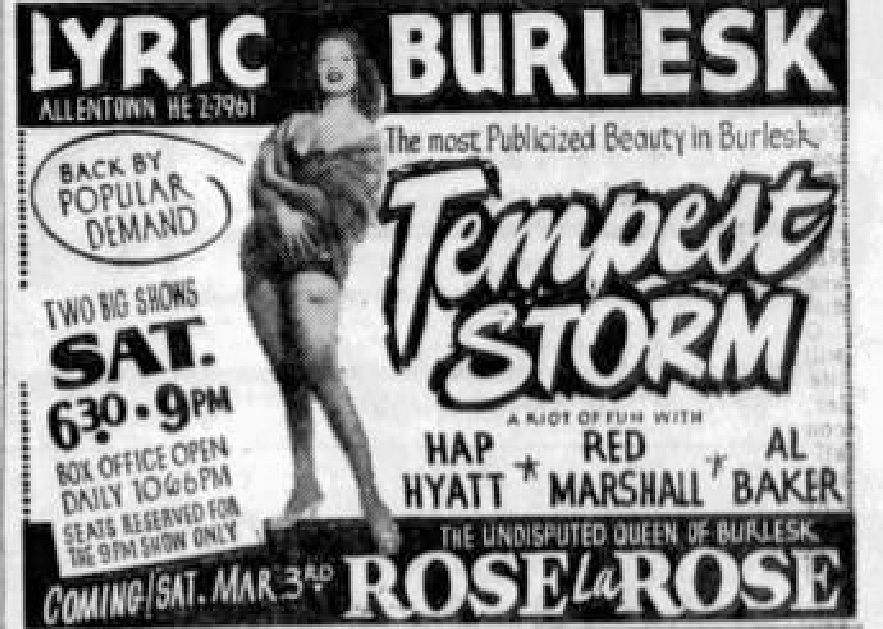
Anuncio del Lyric Theatre para un espectáculo burlesco con Tempest Storm - Allentown PA

En Los Ángeles, alrededor de 1945, a los 17 años, Storm trabajó como camarera en un taller de autoservicio en Simon's Drive-In y luego como camarera y barman, siendo todavía menor de edad. Un cliente le sugirió que considerara el estriptis como una profesión y organizó una audición con la directora de talentos del Follies Theatre, Lillian Hunt. Tres semanas después de ser contratada como bailarina de coro a 40 dólares por semana, Storm aceptó un ascenso a 60 dólares como estríper. Poco después de comenzar, tras debatir con Hunt sobre un nombre artístico, aceptó aparecer en adelante como Tempest Storm, llegando a cambiar legalmente a éste su nombre, siendo una de las pocas estríperes que lo ha hecho.
Storm fue una actriz habitual durante muchos años en El Rey, un teatro de burlesque ubicado en Oakland (California), así como en clubes de los Estados Unidos, incluso en Las Vegas. Apareció en numerosas revistas masculinas y películas burlescas, como The French Peep Show (1950), Paris After Midnight (1951), Striptease Girl (1952), Teaserama (1955) y Buxom Beautease (1956).
En 1953, se mudó a Portland (Oregón), y trabajó en el Star Theater. Meses más tarde se mudó al Capital Theatre, a muy poca distancia de su anterior ubicación después de que su entonces esposo, John Becker, lo comprara. El propietario de The Star llevó a la exesposa de Becker, y estrella rival del burlesque, Arabelle Andre, al Star para que actuara como "La otra esposa de John". Esto desató una "guerra burlesca" que llegó a las páginas de la revista Life el 30 de noviembre de 1953.

## Retiro
Storm le contó la historia de su vida al escritor Bill Boyd, cuyas transcripciones de sus dictados formaron el libro de 1987 Tempest Storm: The Lady Is a Vamp. Fue incluida en el Salón de la Fama de Burlesque.
Storm se retiró oficialmente de la actuación regular en 1995 a los 67 años, pero continuó haciendo presentaciones teatrales ocasionales. En 1999, se desnudó en el Teatro O'Farrell de San Francisco para conmemorar el 30 aniversario del club. El alcalde Willie Brown declaró un "Tempest Storm Day" en su honor. También actuó en los eventos anuales del concurso Burlesque Hall of Fame Pageant al menos hasta 2010.
Fue la protagonista del documental Tempest Storm, dirigido por la cineasta canadiense Nimisha Mukerji en 2016.

## Vida personal
Storm se casó cuatro veces. Sus dos primeros matrimonios fueron de corta duración y tuvieron lugar cuando ella era todavía adolescente. El primero de estos matrimonios fue anulado apenas un día después de ejercerse el oficio. Su tercer matrimonio fue con el dueño de un teatro burlesco. Su cuarto y último matrimonio fue con el cantante de jazz y actor estadounidense Herb Jeffries, con quien tuvo una hija. Su matrimonio, según The New York Times, "rompió los tabúes raciales de mediados de siglo, costándole su trabajo". Storm comentó sobre sus dos últimos matrimonios así: "Un hombre se casa con una chica en este negocio y cree que puede manejarlo. Te aman cuando estás comprometido, pero no pueden manejarlo cuando estás casado. Todos de repente quieren que uses vestidos hasta el cuello".
Residió en Las Vegas (Nevada), donde falleció el 20 de abril de 2021, a los 93 años, tras una breve enfermedad.